# Sialis groehni
Sialis groehni là một loài côn trùng trong họ Sialidae thuộc bộ Megaloptera. Loài này được Wichard miêu tả năm 1997.